# Cortijo de Mazas
Cortijo de Mazas es un barrio perteneciente al distrito 8 Churriana de la ciudad andaluza de Málaga, España. Según la delimitación oficial del ayuntamiento, limita al norte con el barrio de Wittenberg y los terrenos no urbanizados de Rojas, que los separan del barrio de Finca Monsalvez; al este y el sur, con el término municipal de Torremolinos, en la zona del barrio La Colina, que se extiende al otro lado de la MA-20; al oeste se extienden otros terrenos sin edificar de la falda de la sierra de Torremolinos.
La línea C8 de EMT alcanza los límites del barrio. Con unas muy discretas franjas horarias que abarcan desde las 8 hasta las 12 de la mañana aproximadamente.
Durante el periodo estival, se comunica con los municipios de Cártama, Alhaurín de la Torre y Torremolinos, por la línea de autobús interurbano M140 Cártama-Alhaurín de la Torre-Torremolinos, adscrita al Consorcio de Transporte Metropolitano del Área de Málaga